# Чиж малий
Чиж малий (Carduelis psaltria) — вид горобцеподібних птахів родини в'юркових (Fringillidae).

## Опис
Тіло завдовжки 9–12 см, вага тіла 8–11,5 г.

## Поширення
Вид поширений у Північній та Південній Америці від південних провінцій  Канади до Перу. Звичайний птах чагарників, узлісь, садів у Андах.

## Галерея

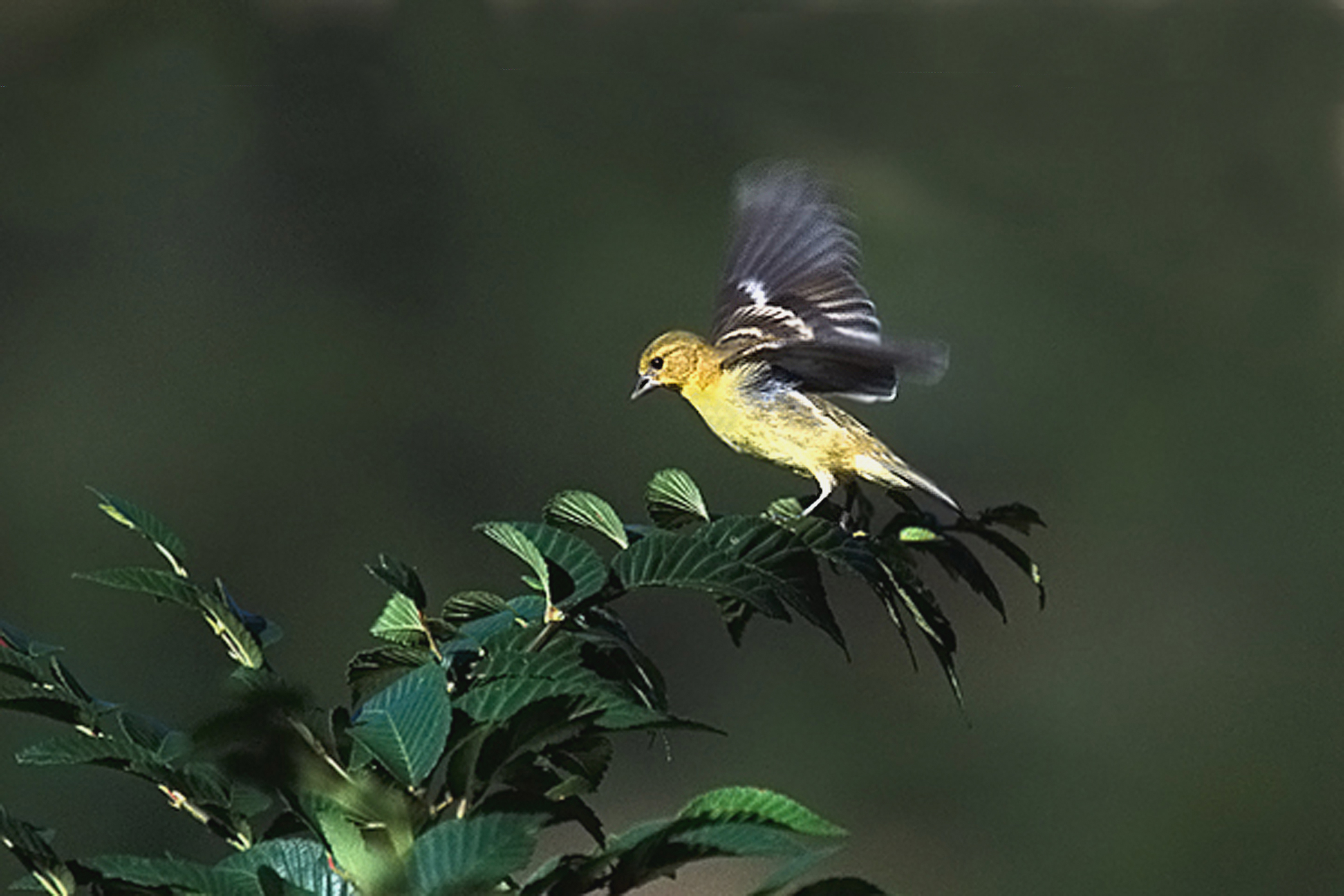
Приземлення
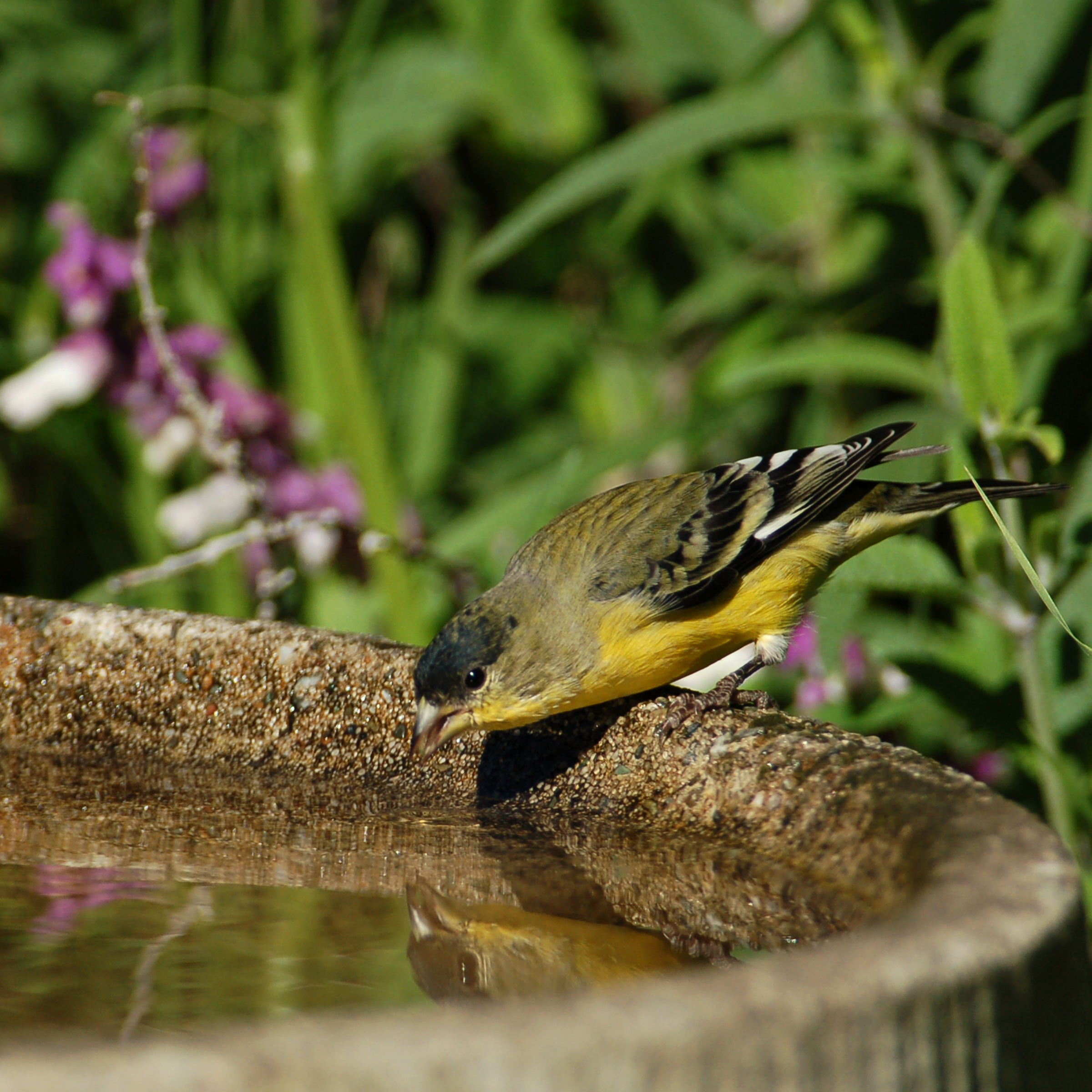
Самець
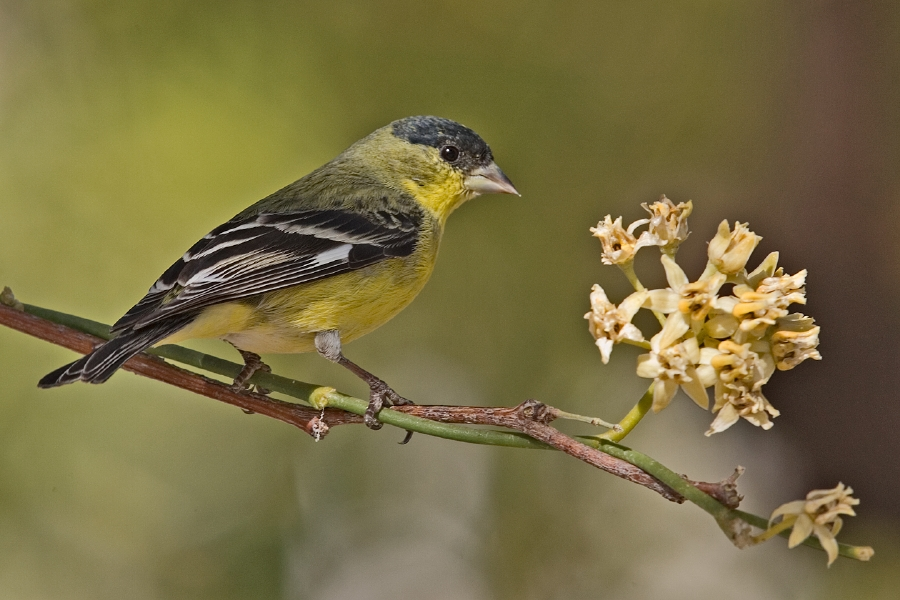
Самець
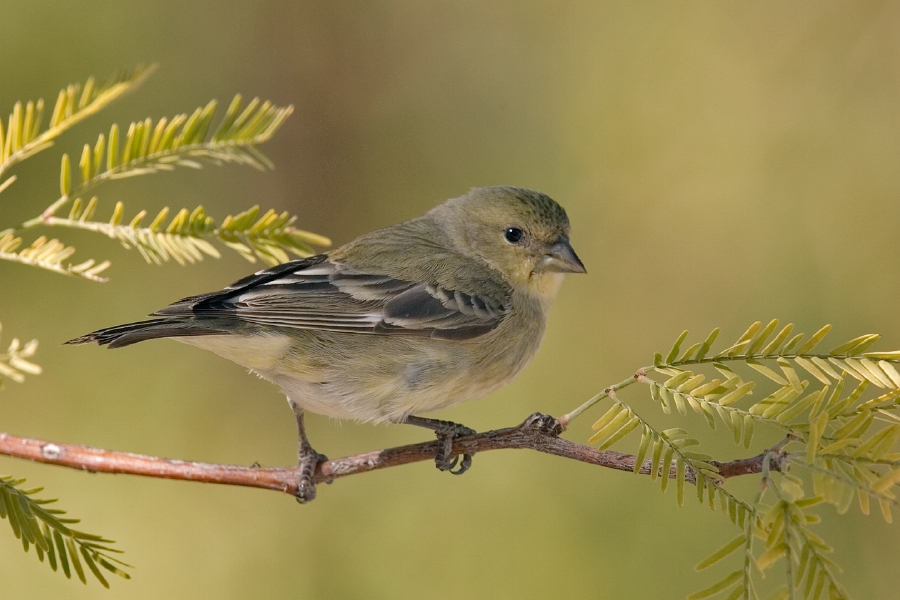
Самиця